# Eisbach
Pour les articles homonymes, voir Eisbach (homonymie).
L'Eisbach (qui signifie littéralement « rivière (ruisseau) de glace ») est une rivière artificielle, située à Munich (Allemagne), traversant l'Englischer Garten. C'est un affluent de l'Isar et un défluent de la même.

## Tourisme
Immédiatement en aval du pont Eisbachbrücke près du musée d'art Haus der Kunst, se trouve un endroit où la pratique du surf est populaire. La rivière forme une vague statique d'environ 1 mètre de hauteur. L'eau y est froide et peu profonde (parfois 40 centimètres), ce qui rend la vague accessible aux surfeurs expérimentés et aux kayaks de rivière.
La vague est surfée depuis 1972 mais la permission officielle de la ville date de 2010. Un panonceau indique que cette pratique est risquée et réservée aux surfeurs expérimentés. Les surfeurs avaient accroché une corde au pont afin de se maintenir sur la vague, un panneau indique que cette pratique est dangereuse et désormais interdite.
Les usagers ont installé des planches sous l'eau, tenues par des cordes accrochées au pont. Ainsi, la vague est davantage creuse et plus adaptée au surf.
Une seconde vague, moins puissante, est située environ 1 km en aval. Elle est entourée de grillages et de panneaux d'interdiction de se baigner. Cependant, elle est utilisée par des surfeurs débutants. 